# Gneu Helvi (tribú)
Gneu Helvi (llatí: Gnaeus Helvius) va ser un tribú militar a l'antiga Roma, al segle iii aC. Formava part de la gens Hèlvia, una gens romana d'origen plebeu.
Comandava una legió i va morir l'any 204 aC en una batalla lliurada contra els gals i els cartaginesos que actuaven conjuntament a la rodalia de Milà o Mediolanum.